# Гозлу (Агдеринский район)
Гозлу́, также Козлу́  (азерб. Qozlu) — село в Агдеринском районе Азербайджана, является центром Гозлинского сельского административно-территориального округа.

## География
Село Гозлу входит в состав Гозлинского сельского административно-территориального округа Агдеринского района, при этом село Гозлу является центром этого сельского административно-территориального округа.
Село расположено 48 км к юго-западу от райцентра — города Агдере, в 2 км от правого берега реки Тертер, на склоне Карабахского хребта.
Наряду с селом Гасанриз, село славилось обилием долгожителей, чей возраст переваливал за 100 лет.

## История
В 1920-х годах село упоминается под названиями Козлу и Багдас.
В советский период на 1 января 1977 года село называлось Вагуас и являлось центром Вагуасского сельсовета Мардакертского района Нагорно-Карабахской автономной области (НКАО) Азербайджанской ССР. Сама Нагорно-Карабахская автономная область была образована в 1923 году и до 1936 года называлась Автономная Область Нагорного Карабаха (АОНК).
2 сентября 1991 года на совместной сессии Нагорно-Карабахского областного и Шаумяновского районного Советов народных депутатов была принята Декларация о провозглашении Нагорно-Карабахской Республики в границах Нагорно-Карабахской автономной области (НКАО) и сопредельного Шаумяновского района Азербайджанской ССР. 26 ноября 1991 года Верховный Совет Азербайджанский Республики принял закон «Об упразднении Нагорно-Карабахской автономной области Азербайджанской Республики». В этом законе было постановлено помимо упразднения Нагорно-Карабахской Автономной Области (НКАО), в том числе также и переименование Мардакертского района в Агдеринский.
Решением Милли Меджлиса Азербайджанской Республики от 13 октября 1992 года от Агдеринский район был ликвидирован, а село было передано в состав соседнего Кельбаджарского района. Решением же от 29 декабря 1992 года село было переименовано в Гозлу.
В ходе Первой карабахской войны село Гозлу к 15 февраля 1993 году было занято армянскими вооружёнными формированиями и попало под контроль непризнанной Нагорно-Карабахской Республики (НКР). Согласно административно-территориальному делению непризнанной республики село располагалось в Мартакертском районе НКР и носило название Вахуас (арм. Վաղուհաս).
По заявлению заместителя директора Фонда по изучению армянской архитектуры Раффи Кортошяна, в Гозлу находится самый древний зарегистрированный армянский хачкар, датированный 866 годом. В 2009 году местные жители обвинили считавшегося властями непризнанной республики главой сельской администрации в том, что он отдал приказ срыть бульдозером старое кладбище под предлогом строительства школы, в результате чего старые надгробные камни и хачкары кладбища были разбиты, а могилы осквернены вандалами.
Согласно Трёхстороннему Заявлению в ночь с 9 по 10 ноября 2020 года, подписанному по итогам Второй Карабахской войны, село перешло под контроль Российских миротворческих сил.
По итогам боевых действий в сентябре 2023 года Азербайджан восстановил свой контроль над селом.
27 декабря 2023 года Агдеринский район был восстановлен в прежних границах, Гозлинский сельский административно-территориальный округ вместе с входящим в него селом Гозлу вошло в состав этого района. В настоящее время село Гозлу является центром Гозлинского сельского административно-территориального округа Агдеринского района Азербайджана.

## Экономика
В советский период население села занималось животноводством, табаководством, земледелием и овощеводством. В селе действовали средняя школа, библиотека, клуб, киноустановка, медпункт.

## Население
По состоянию на 1 января 1933 года в селе проживало 935 человек (159 хозяйств), все  — армяне. На 1976 год здесь жило 1528 человек.

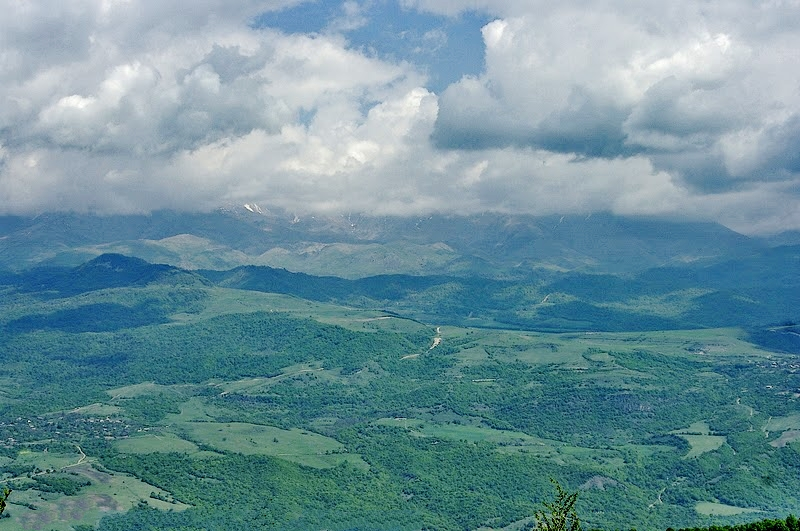
Вид на село
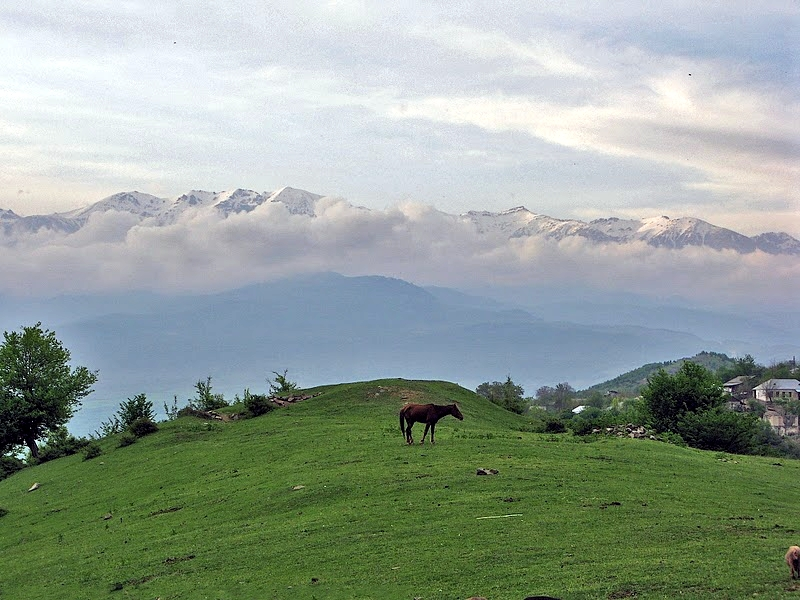
Муровдаг близ села
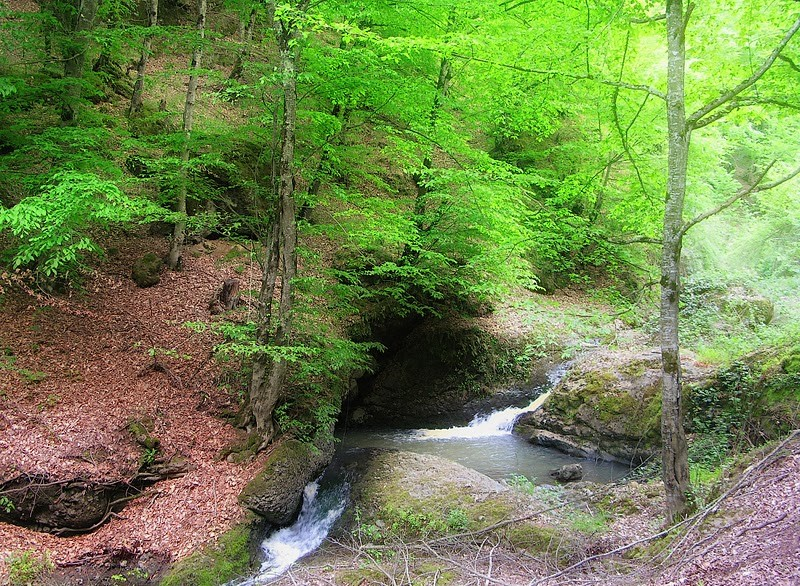
Окрестности села
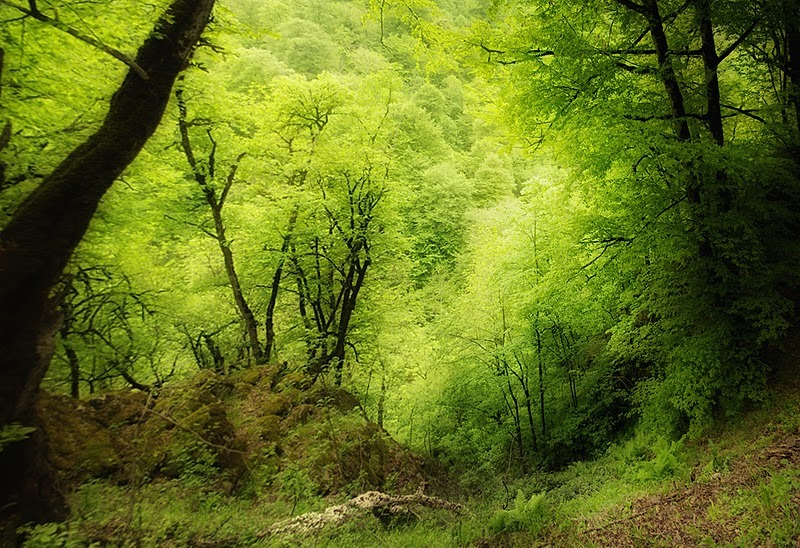
Окрестности села

## Памятники

### Монастырь Кармираван
В трёх километрах от села Гозлу находятся стены древнего монастыря. На стенах монастыря сохранилось много каменных табличек с надписями на армянском языке, которые гласят о годах его постройки — это 1224 год, о реставрации в 1259 году, о том, что монастырь строили представители местной княжеской династии. Церковь представляет собой небольшую сводчатую залу, к которой примыкают притвор и часовня. Построены они из белого и оранжевого известняка, также при строительстве использованы большие камни.
Монастырь также известен как рукописный центр.

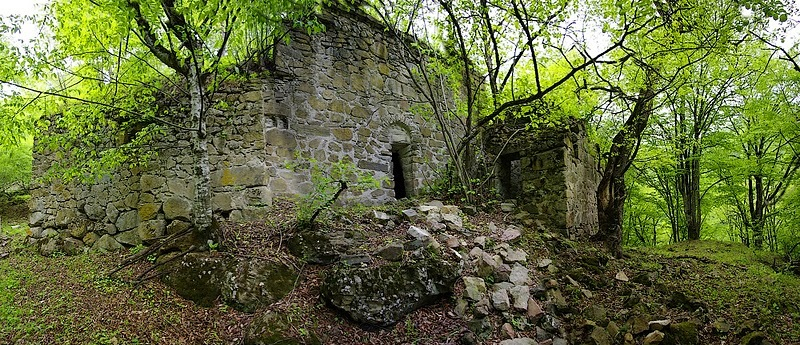
Монастырь Кармираван, Гозлу 2009.
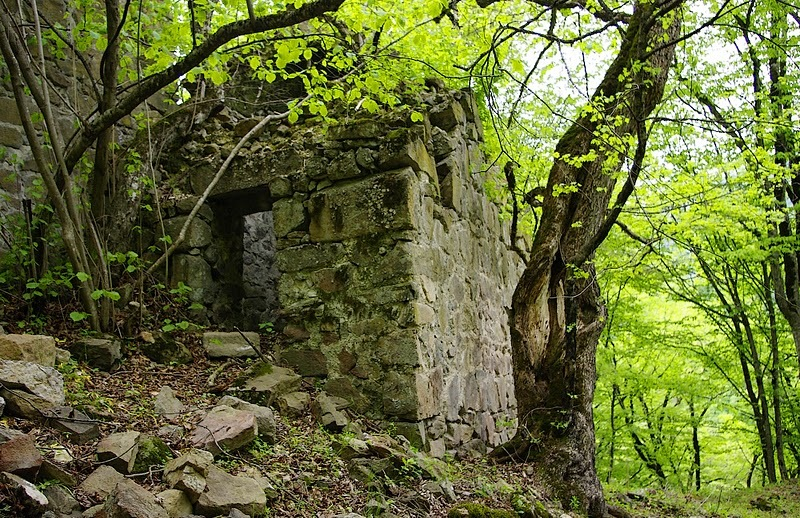
Монастырь Кармираван, Гозлу 2009.
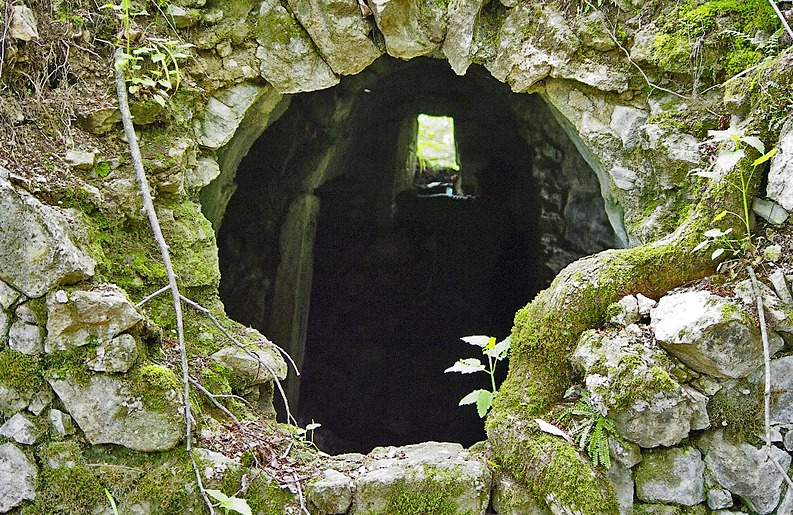
Монастырь Кармираван, Гозлу 2009.
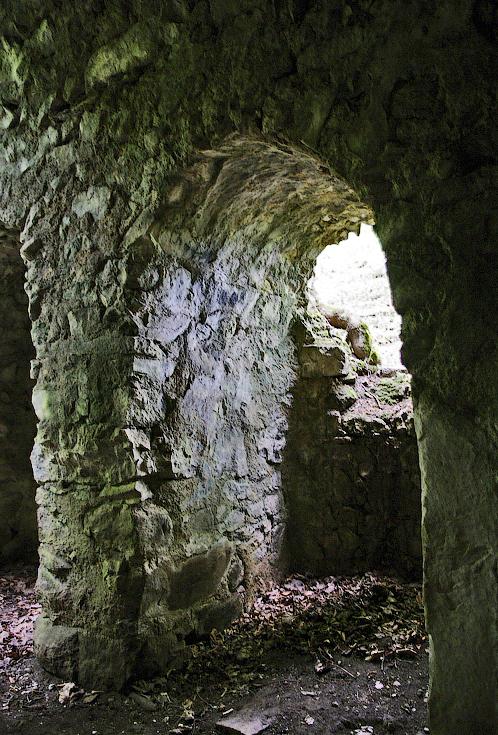
Монастырь Кармираван, Гозлу 2009.